# Ștefan Ionescu
Ștefan Gh. Ionescu (n. 6 februarie 1881, satul Chiojdeanca, județul Prahova - d. 1955?) a fost un general român.

## Biografie
Ștefan Gh. Ionescu s-a născut la data de 6 februarie 1881, în localitatea Chiojdeanca (județul Prahova). A urmat între 1900-1902 Școala Fiilor de Militari de la Iași, Școala Militară de Infanterie și Școala Superioară de Război din București. La data de 10 mai 1907 a fost înaintat la gradul de locotenent.
Cunoscător al limbii germane, locotenentul Ionescu a fost trimis, în anul 1908, la un stagiu de doi ani, în Imperiul Austro-Ungar la Triest, în cadrul Regimentului 97 Infanterie.
Avansat căpitan a fost admis la Școala Superioară de Război, de la data de 1 septembrie 1911, pe care a absolvit-o în iunie 1913.
Participă la campania militară din Bulgaria (23 iunie -31 august 1913). După înapoierea în țară este numit Șef de Stat Major la Batalionul 3 Vânători (Infanterie) din Ploiești. La 1 aprilie 1914, căpitanul Ionescu este promovat la Statul Major al Corpului 3 Armată Galați.
A participat la Războiul de Întregire (1916-1918).
Avansat la gradul de maior la 1 noiembrie 1916, ofițerul este numit șef de Stat Major la Divizia 13 Infanterie Ploiești.
Este avansat la gradul de locotenent-colonel, la excepțional, la data de 1 septembrie 1917.
În perioada 01 iulie - 01 octombrie 1918 este detașat la Comisariatul General al Basarabiei.
Un an mai târziu, i s-a încredințat funcția de șef al Diviziunii a II-a cu secțiile “cheie” de Operații și Pregătire de Luptă a trupelor.
În anul 1920, în vederea avansării la gradul de colonel, dar și pentru că era bun cunoscător al limbilor franceză și germană, este trimis în Franța, la Versailles, pentru a urma „Cursul de informare al coloneilor și generalilor”
Avansat colonel, la 1 ianuarie 1921, a deținut funcția de director de studii și a condus foarte bine „Cursul de Tactică a Infanteriei”, în cadrul Școlii Superioare de Război.
Este mutat, la 1 noiembrie 1922, la comanda Grupului 2 Vânători de Munte. La 1 februarie 1924 a fost numit în funcția de Șef al Secției 3 Instrucție a Marelui Stat Major
La data de 23 aprilie 1930 colonelul Ștefan Ionescu a fost avansat la gradul de general de brigadă, iar la 1 octombrie a devenit Comandantul Școlii Superioare de Război.
Între 15 noiembrie 1933 - 25 iulie 1934 este numit comandantul Diviziei de Grăniceri București. 
A fost avansat general de divizie la 16 octombrie 1937 prin Înaltul Decret Regal nr. 3482 din 1937. La data de 1 noiembrie 1937, generalul Ștefan Ionescu este numit în funcția de Șef al Marelui Stat Major al Armatei Române, îndeplinind această demnitate până la data de 1 februarie 1939|. Poate fi considerat unul dintre organizatorii sistemului militar de apărare al României în perioada interbelică. Împreună cu generalii Samsonovici și Sichitiu a avut răspunderea organizării apărării strategice a României în perioada 1936-1938. În anul 1938 a publicat lucrarea Considerațiuni asupra Regulamentului întrebuințării tactice a marilor unități. A fost apreciat ca având o remarcabilă pregătire profesională, o conștiință și devotament demn de relevat, conducând pregătirea de război a Armatei în condițiile cele mai bune.
A elaborat documente, planuri și proiecte de mobilizare realiste. A continuat cu ardoare activitatea complexă de modernizare și dotare a liniei fortificate Focșani - Nămoloasa - Galați (F.N.G.).
La cererea sa a plecat de la Marele Stat Major, la 15 februarie 1939 (înlocuit de generalul Florea Țenescu), la comanda Corpului Armată Iași și apoi, din septembrie 1939, a preluat și funcția de comandă a Armatei a 3-a (până la 9 decembrie 1939). Datorită divergențelor de opinii cu generalul Motaș, comandantul Grupului 1 de Armate, la data de 19 februarie 1940 a fost trecut la Marele Stat Major, în calitate de Subșef al Marelui Stat Major și apoi trecut în rezervă la 17 septembrie 1940, fiind pus la dispoziția Cercului Teritorial București.
Generalul de divizie în rezervă Ștefan Ionescu a fost numit pe 2 decembrie 1941 în funcția de prefect al județului Roman în locul colonelului Romulus Stănescu, a cărui delegație a încetat pe 20 noiembrie 1941.
La data de 11 mai 1945 a fost înaintat în gradul de general de corp de armată.
A fost arestat în anul 1953, fiind eliberat în 1955.

## Ordine și Decorații
- Medalia jubiliară „Carol I”,
- Medalia jubiliară „Franz Josef”,
- Medalia „Avântul Țării”,
- Medalia „Crucea Comemorativă a Războiului 1916-1918”,
- Medalia „Victoria marelui război pentru civilizație”,
- Medalia „Semnul onorific de aur pentru 25 ani de serviciu”,
- Ordinul „Steaua României”, clasa V-a, în grad de cavaler,
- Ordinul „Coroana României”, clasa a IV-a, cu panglică de virtute militară,
- Ordinul „Steaua României la pace”,
- Ordinul „Coroana României”, în grad de comandor.